# Gréta Kiss
Gréta Kiss (* 6. Mai 1998 in Kecskemét) ist eine ungarische Volleyballspielerin.

## Karriere
Kiss begann ihre Karriere 2015 bei Röpke SE Kecskemét. 2016 wechselte sie zu Vasas Óbuda Budapest. Von 2018 bis 2020 spielte die Außenangreiferin bei MTK Budapest. Dann kehrte sie zu Vasas Óbuda zurück. 2021/22 spielte sie bei Szent Benedek RA. Danach verließ die ungarische Nationalspielerin erstmals ihre Heimat und ging zum französischen Verein  Terville-Florange OC. 2023 wurde Kiss vom deutschen Bundesligisten SC Potsdam verpflichtet. Mit dem Verein erreichte sie das Finale im DVV-Pokal 2023/24 gegen Allianz MTV Stuttgart. In den Bundesliga-Playoffs kam Potsdam ins Halbfinale. Anschließend wechselte die Außenangreiferin zum Ligakonkurrenten 1. VC Wiesbaden.